# Đại dịch COVID-19 tại Venezuela
Bài viết này ghi lại các tác động của Đại dịch COVID-19 tại Venezuela và có thể không bao gồm tất cả các phản ứng và biện pháp hiện thời. Hai bệnh nhân đầu tiên mắc virus corona chủng mới đã được xác nhận tại Venezuela vào ngày 13 tháng 3 năm 2020.
Tính đến ngày 30 tháng 11 năm 2023, Venezuela ghi nhận 552,695 trường hợp mắc COVID-19 và 5,856 trường hợp tử vong.

## Dòng thời gian
| COVID-19 tại Venezuela () Tử vong Hồi phục Đang điều trị Thg 3Thg 4Thg 5Thg 6Thg 7Thg 8Thg 9Thg 10Thg 1115 ngày gần nhất15 ngày gần nhất                                                                                    | COVID-19 tại Venezuela () Tử vong Hồi phục Đang điều trị Thg 3Thg 4Thg 5Thg 6Thg 7Thg 8Thg 9Thg 10Thg 1115 ngày gần nhất15 ngày gần nhất | COVID-19 tại Venezuela () Tử vong Hồi phục Đang điều trị Thg 3Thg 4Thg 5Thg 6Thg 7Thg 8Thg 9Thg 10Thg 1115 ngày gần nhất15 ngày gần nhất | COVID-19 tại Venezuela () Tử vong Hồi phục Đang điều trị Thg 3Thg 4Thg 5Thg 6Thg 7Thg 8Thg 9Thg 10Thg 1115 ngày gần nhất15 ngày gần nhất | COVID-19 tại Venezuela () Tử vong Hồi phục Đang điều trị Thg 3Thg 4Thg 5Thg 6Thg 7Thg 8Thg 9Thg 10Thg 1115 ngày gần nhất15 ngày gần nhất |
| --- | --- | --- | --- | --- |
| Ngày | Ngày | | Ca nhiễm | Tử vong |
| 2020-03-13 | 2020-03-13 | | 2(n.a.) | |
| 2020-03-14 | 2020-03-14 | | 10(+400%) | |
| 2020-03-15 | 2020-03-15 | | 17(+70%) | |
| 2020-03-16 | 2020-03-16 | | 33(+94%) | |
| 2020-03-17 | 2020-03-17 | | 36(+9,1%) | |
| 2020-03-18 | 2020-03-18 | | 36(=) | |
| 2020-03-19 | 2020-03-19 | | 42(+17%) | |
| 2020-03-20 | | | | |
| 2020-03-21 | 2020-03-21 | | 70(n.a.) | |
| 2020-03-22 | 2020-03-22 | | 77(+10%) | |
| 2020-03-23 | 2020-03-23 | | 84(+9,1%) | |
| 2020-03-24 | 2020-03-24 | | 91(+8,3%) | |
| 2020-03-25 | 2020-03-25 | | 106(+16%) | |
| 2020-03-26 | 2020-03-26 | | 107(+0,94%) | 1(n.a.) |
| 2020-03-27 | 2020-03-27 | | 113(+5,6%) | 2(+100%) |
| 2020-03-28 | 2020-03-28 | | 119(+5,3%) | 2(=) |
| 2020-03-29 | 2020-03-29 | | 129(+8,4%) | 3(+50%) |
| 2020-03-30 | 2020-03-30 | | 135(+4,7%) | 3(=) |
| 2020-03-31 | 2020-03-31 | | 143(+5,9%) | 3(=) |
| 2020-04-01 | 2020-04-01 | | 144(+0,7%) | 3(=) |
| 2020-04-02 | 2020-04-02 | | 146(+1,4%) | 5(+67%) |
| 2020-04-03 | 2020-04-03 | | 153(+4,8%) | 7(+40%) |
| 2020-04-04 | 2020-04-04 | | 155(+1,3%) | 7(=) |
| 2020-04-05 | 2020-04-05 | | 159(+2,6%) | 7(=) |
| 2020-04-06 | 2020-04-06 | | 165(+3,8%) | 7(=) |
| 2020-04-07 | 2020-04-07 | | 166(+0,61%) | 7(=) |
| 2020-04-08 | 2020-04-08 | | 167(+0,6%) | 9(+29%) |
| 2020-04-09 | 2020-04-09 | | 171(+2,4%) | 9(=) |
| 2020-04-10 | 2020-04-10 | | 175(+2,3%) | 9(=) |
| 2020-04-11 | 2020-04-11 | | 175(=) | 9(=) |
| 2020-04-12 | 2020-04-12 | | 181(+3,4%) | 9(=) |
| 2020-04-13 | 2020-04-13 | | 189(+4,4%) | 9(=) |
| 2020-04-14 | 2020-04-14 | | 193(+2,1%) | 9(=) |
| 2020-04-15 | 2020-04-15 | | 197(+2,1%) | 9(=) |
| 2020-04-16 | 2020-04-16 | | 204(+3,6%) | 9(=) |
| 2020-04-17 | 2020-04-17 | | 227(+11%) | 9(=) |
| 2020-04-18 | 2020-04-18 | | 227(=) | 9(=) |
| 2020-04-19 | 2020-04-19 | | 256(+13%) | 9(=) |
| 2020-04-20 | 2020-04-20 | | 285(+11%) | 10(+11%) |
| 2020-04-21 | 2020-04-21 | | 288(+1,1%) | 10(=) |
| 2020-04-22 | 2020-04-22 | | 298(+3,5%) | 10(=) |
| 2020-04-23 | 2020-04-23 | | 311(+4,4%) | 10(=) |
| 2020-04-24 | 2020-04-24 | | 318(+2,3%) | 10(=) |
| 2020-04-25 | 2020-04-25 | | 323(+1,6%) | 10(=) |
| 2020-04-26 | 2020-04-26 | | 325(+0,62%) | 10(=) |
| 2020-04-27 | 2020-04-27 | | 329(+1,2%) | 10(=) |
| 2020-04-28 | 2020-04-28 | | 329(=) | 10(=) |
| 2020-04-29 | 2020-04-29 | | 331(+0,61%) | 10(=) |
| 2020-04-30 | 2020-04-30 | | 333(+0,6%) | 10(=) |
| 2020-05-01 | 2020-05-01 | | 335(+0,6%) | 10(=) |
| 2020-05-02 | 2020-05-02 | | 345(+3%) | 10(=) |
| 2020-05-03 | 2020-05-03 | | 357(+3,5%) | 10(=) |
| 2020-05-04 | 2020-05-04 | | 361(+1,1%) | 10(=) |
| 2020-05-05 | 2020-05-05 | | 367(+1,7%) | 10(=) |
| 2020-05-06 | 2020-05-06 | | 379(+3,3%) | 10(=) |
| 2020-05-07 | 2020-05-07 | | 381(+0,53%) | 10(=) |
| 2020-05-08 | 2020-05-08 | | 388(+1,8%) | 10(=) |
| 2020-05-09 | 2020-05-09 | | 402(+3,6%) | 10(=) |
| 2020-05-10 | 2020-05-10 | | 414(+3%) | 10(=) |
| 2020-05-11 | 2020-05-11 | | 422(+1,9%) | 10(=) |
| 2020-05-12 | 2020-05-12 | | 423(+0,24%) | 10(=) |
| 2020-05-13 | 2020-05-13 | | 440(+4%) | 10(=) |
| 2020-05-14 | 2020-05-14 | | 455(+3,4%) | 10(=) |
| 2020-05-15 | 2020-05-15 | | 459(+0,88%) | 10(=) |
| 2020-05-16 | 2020-05-16 | | 504(+9,8%) | 10(=) |
| 2020-05-17 | 2020-05-17 | | 541(+7,3%) | 10(=) |
| 2020-05-18 | 2020-05-18 | | 618(+14%) | 10(=) |
| 2020-05-19 | 2020-05-19 | | 749(+21%) | 10(=) |
| 2020-05-20 | 2020-05-20 | | 824(+10%) | 10(=) |
| 2020-05-21 | 2020-05-21 | | 882(+7%) | 10(=) |
| 2020-05-22 | 2020-05-22 | | 944(+7%) | 10(=) |
| 2020-05-23 | 2020-05-23 | | 1.010(+7%) | 10(=) |
| 2020-05-24 | 2020-05-24 | | 1.121(+11%) | 10(=) |
| 2020-05-25 | 2020-05-25 | | 1.177(+5%) | 10(=) |
| 2020-05-26 | 2020-05-26 | | 1.211(+2,9%) | 11(+10%) |
| 2020-05-27 | 2020-05-27 | | 1.245(+2,8%) | 11(=) |
| 2020-05-28 | 2020-05-28 | | 1.327(+6,6%) | 11(=) |
| 2020-05-29 | 2020-05-29 | | 1.370(+3,2%) | 14(+27%) |
| 2020-05-30 | 2020-05-30 | | 1.459(+6,5%) | 14(=) |
| 2020-05-31 | 2020-05-31 | | 1.510(+3,5%) | 14(=) |
| 2020-06-01 | 2020-06-01 | | 1.662(+10%) | 17(+21%) |
| 2020-06-02 | 2020-06-02 | | 1.819(+9,4%) | 18(+5,9%) |
| 2020-06-03 | 2020-06-03 | | 1.952(+7,3%) | 20(+11%) |
| 2020-06-04 | 2020-06-04 | | 2.087(+6,9%) | 20(=) |
| 2020-06-05 | 2020-06-05 | | 2.145(+2,8%) | 20(=) |
| 2020-06-06 | 2020-06-06 | | 2.316(+8%) | 22(+10%) |
| 2020-06-07 | 2020-06-07 | | 2.377(+2,6%) | 22(=) |
| 2020-06-08 | 2020-06-08 | | 2.473(+4%) | 22(=) |
| 2020-06-09 | 2020-06-09 | | 2.632(+6,4%) | 23(+4,5%) |
| 2020-06-10 | 2020-06-10 | | 2.738(+4%) | 23(=) |
| 2020-06-11 | 2020-06-11 | | 2.814(+2,8%) | 23(=) |
| 2020-06-12 | 2020-06-12 | | 2.879(+2,3%) | 23(=) |
| 2020-06-13 | 2020-06-13 | | 2.904(+0,87%) | 24(+4,3%) |
| 2020-06-14 | 2020-06-14 | | 2.978(+2,5%) | 25(+4,2%) |
| 2020-06-15 | 2020-06-15 | | 3.062(+2,8%) | 26(+4%) |
| 2020-06-16 | 2020-06-16 | | 3.150(+2,9%) | 27(+3,8%) |
| 2020-06-17 | 2020-06-17 | | 3.386(+7,5%) | 28(+3,7%) |
| 2020-06-18 | 2020-06-18 | | 3.483(+2,9%) | 28(=) |
| 2020-06-19 | 2020-06-19 | | 3.591(+3,1%) | 30(+7,1%) |
| 2020-06-20 | 2020-06-20 | | 3.789(+5,5%) | 33(+10%) |
| 2020-06-21 | 2020-06-21 | | 3.918(+3,4%) | 33(=) |
| 2020-06-22 | 2020-06-22 | | 4.048(+3,3%) | 35(+6,1%) |
| 2020-06-23 | 2020-06-23 | | 4.186(+3,4%) | 35(=) |
| 2020-06-24 | 2020-06-24 | | 4.365(+4,3%) | 38(+8,6%) |
| 2020-06-25 | 2020-06-25 | | 4.563(+4,5%) | 39(+2,6%) |
| 2020-06-26 | 2020-06-26 | | 4.779(+4,7%) | 41(+5,1%) |
| 2020-06-27 | 2020-06-27 | | 5.130(+7,3%) | 42(+2,4%) |
| 2020-06-28 | 2020-06-28 | | 5.297(+3,3%) | 44(+4,8%) |
| 2020-06-29 | 2020-06-29 | | 5.530(+4,4%) | 48(+9,1%) |
| 2020-06-30 | 2020-06-30 | | 5.832(+5,5%) | 51(+6,2%) |
| 2020-07-01 | 2020-07-01 | | 6.062(+3,9%) | 54(+5,9%) |
| 2020-07-02 | 2020-07-02 | | 6.273(+3,5%) | 57(+5,6%) |
| 2020-07-03 | 2020-07-03 | | 6.537(+4,2%) | 59(+3,5%) |
| 2020-07-04 | 2020-07-04 | | 6.750(+3,3%) | 62(+5,1%) |
| 2020-07-05 | 2020-07-05 | | 7.169(+6,2%) | 64(+3,2%) |
| 2020-07-06 | 2020-07-06 | | 7.411(+3,4%) | 68(+6,2%) |
| 2020-07-07 | 2020-07-07 | | 7.693(+3,8%) | 71(+4,4%) |
| 2020-07-08 | 2020-07-08 | | 8.010(+4,1%) | 75(+5,6%) |
| 2020-07-09 | 2020-07-09 | | 8.372(+4,5%) | 80(+6,7%) |
| 2020-07-10 | 2020-07-10 | | 8.803(+5,1%) | 83(+3,8%) |
| 2020-07-11 | 2020-07-11 | | 9.178(+4,3%) | 85(+2,4%) |
| 2020-07-12 | 2020-07-12 | | 9.465(+3,1%) | 89(+4,7%) |
| 2020-07-13 | 2020-07-13 | | 9.707(+2,6%) | 93(+4,5%) |
| 2020-07-14 | 2020-07-14 | | 10.010(+3,1%) | 96(+3,2%) |
| 2020-07-15 | 2020-07-15 | | 10.428(+4,2%) | 100(+4,2%) |
| 2020-07-16 | 2020-07-16 | | 10.854(+4,1%) | 104(+4%) |
| 2020-07-17 | 2020-07-17 | | 11.191(+3,1%) | 107(+2,9%) |
| 2020-07-18 | 2020-07-18 | | 11.483(+2,6%) | 110(+2,8%) |
| 2020-07-19 | 2020-07-19 | | 11.891(+3,6%) | 112(+1,8%) |
| 2020-07-20 | 2020-07-20 | | 12.334(+3,7%) | 116(+3,6%) |
| 2020-07-21 | 2020-07-21 | | 12.774(+3,6%) | 120(+3,4%) |
| 2020-07-22 | 2020-07-22 | | 13.164(+3,1%) | 124(+3,3%) |
| 2020-07-23 | 2020-07-23 | | 13.613(+3,4%) | 129(+4%) |
| 2020-07-24 | 2020-07-24 | | 14.263(+4,8%) | 134(+3,9%) |
| 2020-07-25 | 2020-07-25 | | 14.929(+4,7%) | 138(+3%) |
| 2020-07-26 | 2020-07-26 | | 15.463(+3,6%) | 142(+2,9%) |
| 2020-07-27 | 2020-07-27 | | 15.988(+3,4%) | 146(+2,8%) |
| 2020-07-28 | 2020-07-28 | | 16.571(+3,6%) | 151(+3,4%) |
| 2020-07-29 | 2020-07-29 | | 17.158(+3,5%) | 156(+3,3%) |
| 2020-07-30 | 2020-07-30 | | 17.860(+4,1%) | 158(+1,3%) |
| 2020-07-31 | 2020-07-31 | | 18.574(+4%) | 164(+3,8%) |
| 2020-08-01 | 2020-08-01 | | 19.443(+4,7%) | 169(+3%) |
| 2020-08-02 | 2020-08-02 | | 20.206(+3,9%) | 174(+3%) |
| 2020-08-03 | 2020-08-03 | | 20.754(+2,7%) | 180(+3,4%) |
| 2020-08-04 | 2020-08-04 | | 21.438(+3,3%) | 187(+3,9%) |
| 2020-08-05 | 2020-08-05 | | 22.299(+4%) | 195(+4,3%) |
| 2020-08-06 | 2020-08-06 | | 23.280(+4,4%) | 202(+3,6%) |
| 2020-08-07 | 2020-08-07 | | 24.166(+3,8%) | 208(+3%) |
| 2020-08-08 | 2020-08-08 | | 24.961(+3,3%) | 215(+3,4%) |
| 2020-08-09 | 2020-08-09 | | 25.805(+3,4%) | 223(+3,7%) |
| 2020-08-10 | 2020-08-10 | | 26.800(+3,9%) | 229(+2,7%) |
| 2020-08-11 | 2020-08-11 | | 27.938(+4,2%) | 238(+3,9%) |
| 2020-08-12 | 2020-08-12 | | 29.088(+4,1%) | 247(+3,8%) |
| 2020-08-13 | 2020-08-13 | | 30.369(+4,4%) | 259(+4,9%) |
| 2020-08-14 | 2020-08-14 | | 31.381(+3,3%) | 266(+2,7%) |
| 2020-08-15 | 2020-08-15 | | 32.607(+3,9%) | 276(+3,8%) |
| 2020-08-16 | 2020-08-16 | | 33.755(+3,5%) | 281(+1,8%) |
| 2020-08-17 | 2020-08-17 | | 34.802(+3,1%) | 288(+2,5%) |
| 2020-08-18 | 2020-08-18 | | 35.697(+2,6%) | 297(+3,1%) |
| 2020-08-19 | 2020-08-19 | | 36.868(+3,3%) | 303(+2%) |
| 2020-08-20 | 2020-08-20 | | 37.567(+1,9%) | 311(+2,6%) |
| 2020-08-21 | 2020-08-21 | | 38.188(+1,7%) | 317(+1,9%) |
| 2020-08-22 | 2020-08-22 | | 38.957(+2%) | 323(+1,9%) |
| 2020-08-23 | 2020-08-23 | | 39.564(+1,6%) | 329(+1,9%) |
| 2020-08-24 | 2020-08-24 | | 40.338(+2%) | 337(+2,4%) |
| 2020-08-25 | 2020-08-25 | | 41.158(+2%) | 343(+1,8%) |
| 2020-08-26 | 2020-08-26 | | 41.965(+2%) | 351(+2,3%) |
| 2020-08-27 | 2020-08-27 | | 42.898(+2,2%) | 358(+2%) |
| 2020-08-28 | 2020-08-28 | | 43.879(+2,3%) | 366(+2,2%) |
| 2020-08-29 | 2020-08-29 | | 44.946(+2,4%) | 375(+2,5%) |
| 2020-08-30 | 2020-08-30 | | 45.868(+2,1%) | 381(+1,6%) |
| 2020-08-31 | 2020-08-31 | | 46.728(+1,9%) | 386(+1,3%) |
| 2020-09-01 | 2020-09-01 | | 47.756(+2,2%) | 391(+1,3%) |
| 2020-09-02 | 2020-09-02 | | 48.883(+2,4%) | 398(+1,8%) |
| 2020-09-03 | 2020-09-03 | | 49.877(+2%) | 402(+1%) |
| 2020-09-04 | 2020-09-04 | | 50.973(+2,2%) | 412(+2,5%) |
| 2020-09-05 | 2020-09-05 | | 52.165(+2,3%) | 420(+1,9%) |
| 2020-09-06 | 2020-09-06 | | 53.289(+2,2%) | 428(+1,9%) |
| 2020-09-07 | 2020-09-07 | | 54.350(+2%) | 436(+1,9%) |
| 2020-09-08 | 2020-09-08 | | 55.563(+2,2%) | 444(+1,8%) |
| 2020-09-09 | 2020-09-09 | | 56.571(+1,8%) | 452(+1,8%) |
| 2020-09-10 | 2020-09-10 | | 57.823(+2,2%) | 460(+1,8%) |
| 2020-09-11 | 2020-09-11 | | 58.663(+1,5%) | 468(+1,7%) |
| 2020-09-12 | 2020-09-12 | | 59.630(+1,6%) | 477(+1,9%) |
| 2020-09-13 | 2020-09-13 | | 60.540(+1,5%) | 485(+1,7%) |
| 2020-09-14 | 2020-09-14 | | 61.569(+1,7%) | 494(+1,9%) |
| 2020-09-15 | 2020-09-15 | | 62.655(+1,8%) | 502(+1,6%) |
| 2020-09-16 | 2020-09-16 | | 63.416(+1,2%) | 511(+1,8%) |
| 2020-09-17 | 2020-09-17 | | 64.284(+1,4%) | 520(+1,8%) |
| 2020-09-18 | 2020-09-18 | | 65.154(+1,4%) | 530(+1,9%) |
| 2020-09-19 | 2020-09-19 | | 65.949(+1,2%) | 539(+1,7%) |
| 2020-09-20 | 2020-09-20 | | 66.656(+1,1%) | 547(+1,5%) |
| 2020-09-21 | 2020-09-21 | | 67.443(+1,2%) | 555(+1,5%) |
| 2020-09-22 | 2020-09-22 | | 68.453(+1,5%) | 564(+1,6%) |
| 2020-09-23 | 2020-09-23 | | 69.439(+1,4%) | 574(+1,8%) |
| 2020-09-24 | 2020-09-24 | | 70.406(+1,4%) | 581(+1,2%) |
| 2020-09-25 | 2020-09-25 | | 71.273(+1,2%) | 591(+1,7%) |
| 2020-09-26 | 2020-09-26 | | 71.940(+0,94%) | 600(+1,5%) |
| 2020-09-27 | 2020-09-27 | | 72.691(+1%) | 606(+1%) |
| 2020-09-28 | 2020-09-28 | | 73.528(+1,2%) | 614(+1,3%) |
| 2020-09-29 | 2020-09-29 | | 74.363(+1,1%) | 623(+1,5%) |
| 2020-09-30 | 2020-09-30 | | 75.122(+1%) | 628(+0,8%) |
| 2020-10-01 | 2020-10-01 | | 76.029(+1,2%) | 635(+1,1%) |
| 2020-10-02 | 2020-10-02 | | 76.820(+1%) | 643(+1,3%) |
| 2020-10-03 | 2020-10-03 | | 77.646(+1,1%) | 649(+0,93%) |
| 2020-10-04 | 2020-10-04 | | 78.434(+1%) | 653(+0,62%) |
| 2020-10-05 | 2020-10-05 | | 79.117(+0,87%) | 658(+0,77%) |
| 2020-10-06 | 2020-10-06 | | 79.767(+0,82%) | 665(+1,1%) |
| 2020-10-07 | 2020-10-07 | | 80.404(+0,8%) | 671(+0,9%) |
| 2020-10-08 | 2020-10-08 | | 81.019(+0,76%) | 678(+1%) |
| 2020-10-09 | 2020-10-09 | | 81.696(+0,84%) | 684(+0,88%) |
| 2020-10-10 | 2020-10-10 | | 82.453(+0,93%) | 691(+1%) |
| 2020-10-11 | 2020-10-11 | | 83.137(+0,83%) | 697(+0,87%) |
| 2020-10-12 | 2020-10-12 | | 83.756(+0,74%) | 704(+1%) |
| 2020-10-13 | 2020-10-13 | | 84.391(+0,76%) | 710(+0,85%) |
| 2020-10-14 | 2020-10-14 | | 85.005(+0,73%) | 714(+0,56%) |
| 2020-10-15 | 2020-10-15 | | 85.469(+0,55%) | 720(+0,84%) |
| 2020-10-16 | 2020-10-16 | | 85.758(+0,34%) | 725(+0,69%) |
| 2020-10-17 | 2020-10-17 | | 86.289(+0,62%) | 731(+0,83%) |
| 2020-10-18 | 2020-10-18 | | 86.636(+0,4%) | 736(+0,68%) |
| 2020-10-19 | 2020-10-19 | | 87.161(+0,61%) | 741(+0,68%) |
| 2020-10-20 | 2020-10-20 | | 87.644(+0,55%) | 747(+0,81%) |
| 2020-10-21 | 2020-10-21 | | 88.035(+0,45%) | 753(+0,8%) |
| 2020-10-22 | 2020-10-22 | | 88.416(+0,43%) | 759(+0,8%) |
| 2020-10-23 | 2020-10-23 | | 88.718(+0,34%) | 764(+0,66%) |
| 2020-10-24 | 2020-10-24 | | 89.142(+0,48%) | 770(+0,79%) |
| 2020-10-25 | 2020-10-25 | | 89.565(+0,47%) | 773(+0,39%) |
| 2020-10-26 | 2020-10-26 | | 90.047(+0,54%) | 777(+0,52%) |
| 2020-10-27 | 2020-10-27 | | 90.400(+0,39%) | 780(+0,39%) |
| 2020-10-28 | 2020-10-28 | | 90.876(+0,53%) | 784(+0,51%) |
| 2020-10-29 | 2020-10-29 | | 91.280(+0,44%) | 789(+0,64%) |
| 2020-10-30 | 2020-10-30 | | 91.589(+0,34%) | 793(+0,51%) |
| 2020-10-31 | 2020-10-31 | | 92.013(+0,46%) | 798(+0,63%) |
| 2020-11-01 | 2020-11-01 | | 92.325(+0,34%) | 801(+0,38%) |
| 2020-11-02 | 2020-11-02 | | 92.705(+0,41%) | 806(+0,62%) |
| 2020-11-03 | 2020-11-03 | | 93.100(+0,43%) | 810(+0,5%) |
| 2020-11-04 | 2020-11-04 | | 93.480(+0,41%) | 814(+0,49%) |
| 2020-11-05 | 2020-11-05 | | 93.921(+0,47%) | 819(+0,61%) |
| 2020-11-06 | 2020-11-06 | | 94.305(+0,41%) | 821(+0,24%) |
| 2020-11-07 | 2020-11-07 | | 94.698(+0,42%) | 824(+0,37%) |
| 2020-11-08 | 2020-11-08 | | 94.883(+0,2%) | 826(+0,24%) |
| 2020-11-09 | 2020-11-09 | | 95.149(+0,28%) | 830(+0,48%) |
| 2020-11-10 | 2020-11-10 | | 95.445(+0,31%) | 834(+0,48%) |
| 2020-11-11 | 2020-11-11 | | 95.750(+0,32%) | 838(+0,48%) |
| 2020-11-12 | 2020-11-12 | | 96.140(+0,41%) | 841(+0,36%) |
| 2020-11-13 | 2020-11-13 | | 96.441(+0,31%) | 844(+0,36%) |
| 2020-11-14 | 2020-11-14 | | 96.933(+0,51%) | 848(+0,47%) |
| Nguồn: - Chính phủ Bolivar Venezuela Ghi chú: - Các ca hồi phục từ ngày 21 tháng 3 đến ngày 25 tháng 3 cho thấy những người không có triệu chứng trong ít nhất 5 ngày, được coi là đã hồi phục trong các báo cáo chính thức | | | | |

### Tháng 1 năm 2020
Bộ Phổ biến Sức khỏe đã thông báo rằng Viện Vệ sinh Quốc gia Rafael Rangel (Tây Ban Nha: Instituto Nacional de Higiene Rafael Rangel) ở Caracas sẽ thực hiện việc phát hiện virus dựa trên các triệu chứng cúm. Đây cũng là viện y tế duy nhất trong cả nước có khả năng chẩn đoán virus đường hô hấp ở Venezuela và có thể thực hiện hậu cần tại 23 bang, quận Thủ đô và Liên bang.

### Tháng 2 năm 2020
Vào tháng 2 năm 2020, chính phủ Venezuela tuyên bố rằng nước này đã áp dụng giám sát dịch tễ, hạn chế và hệ thống chẩn đoán để phát hiện bệnh nhân COVID-19 tại Sân bay quốc tế Simón Bolívar, Maiquetía, Sân bay quốc tế chính của Venezuela và Venezuela sẽ nhận được bộ chẩn đoán về chủng virus từ Tổ chức Y tế Lòng chảo Hoa Kỳ (PAHO).

### Tháng 3 năm 2020
Vào ngày 7 tháng 3, Fe y Alegría đã báo cáo rằng một trường hợp y tế đáng ngờ tại Maracaibo. Nó liên quan đến một người nước ngoài 31 tuổi tên Enroll Knowles, người đã vào Bệnh viện Bác sĩ Pedro Iturbe ở Zulia và được chuyển đến Bệnh viện Đại học Maracaibo. Bệnh nhân có triệu chứng rõ ràng và được xuất viện vài ngày sau đó. Thống đốc bang, Omar Prieto, đã yêu cầu Bộ Công cộng điều tra Giáo sư của Đại học Zulia, Freddy Pachano, vì đã chú ý đến các trường hợp y tế đáng ngờ trong tiểu bang. Tổ chức phi chính phủ Espacio Público đã lên án Prieto vì đã ra lệnh điều tra chống lại giáo sư.
Vào ngày 13 tháng 3, đại dịch COVID-19 đã được xác nhận đã lan sang Venezuela khi hai trường hợp đầu tiên ở bang Miranda được chính phủ Venezuela công bố. Tổng thống Colombia Iván Duque Márquez tuyên bố đóng cửa biên giới với Venezuela, có hiệu lực từ ngày 14 tháng 3.
Vào ngày 14 tháng 3, Bộ Truyền thông Jorge Rodríguez đã thông báo rằng tám trường hợp mới được phát hiện ở nước này, nằm ở các bang Miranda, Apure và Cojedes. nguồn gốc từ các chuyến bay đến từ Panama và Cộng hòa Dominican và sẽ bị đình chỉ trong 30 ngày.

## Phản ứng của chính phủ
Vào ngày 12 tháng 3, Tổng thống Nicolás Maduro đã tuyên bố tình trạng khẩn cấp về sức khỏe cộng đồng ở nước này và đình chỉ tất cả các chuyến bay trong nước từ Châu Âu và Colombia trong 30 ngày. Maduro cũng tuyên bố rằng các cuộc tụ họp công cộng đã bị đình chỉ và chính phủ sẽ đánh giá xem có nên tạm dừng các chuyến bay từ các khu vực khác trong những tuần tới hay không. Theo ông, đã có 30 trường hợp nghi ngờ ở Venezuela, nhưng chúng đã được loại trừ sau khi xét nghiệm.
Sau khi các trường hợp đầu tiên trong nước được xác nhận, Phó chủ tịch Delcy Rodríguez đã yêu cầu tất cả các hành khách của chuyến bay Iberia 6673 ngày 5 và 8 tháng 3 phải nhập cảnh ngay lập tức trong khu vực cách ly phòng ngừa bắt buộc vì hai trường hợp là từ chuyến bay này.
Maduro bày tỏ lo ngại về việc nước này sẽ kiểm soát đại dịch như thế nào, do nhiều công ty tư nhân đã từ chối cung cấp vật tư y tế và bộ dụng cụ xét nghiệm COVID-19 vì sợ vi phạm Các lệnh trừng phạt của Mỹ với Venezuela. Maduro kêu gọi Tổng thống Mỹ Donald Trump dỡ bỏ các lệnh trừng phạt này để nước này có thể có được nguồn cung cấp y tế cần thiết. Tuy nhiên, ông đã xác nhận rằng chính phủ của Cuba và Trung Quốc đã đồng ý cung cấp cho quốc gia này một số bộ dụng cụ xét nghiệm và các hình thức hỗ trợ y tế khác.
Rodríguez tuyên bố rằng tất cả các lớp học sẽ đóng cửa ở các trường công lập và tư thục từ thứ Hai ngày 16 tháng 3 cho đến khi có thông báo mới, trong khi Bộ trưởng Néstor Reverol tuyên bố rằng chính phủ sẽ cung cấp cho các cơ quan kiểm soát biên giới mặt nạ, găng tay và nhiệt kế, mà không đề cập đến nguồn cung cấp cho công dân và bệnh viện. Reverol cũng tuyên bố rằng kiểm soát hoạt động của tất cả các lực lượng cảnh sát sẽ được chuyển giao cho Lực lượng Vũ trang để điều phối kế hoạch hành động và tiếp giáp.
Quốc hội và quyền tổng thống lâm thời Juan Guaidó nói rằng đất nước này đang trải qua một trong những cuộc khủng hoảng sức khỏe nghiêm trọng nhất trong lịch sử do chính phủ Maduro gây ra và công bố một loạt các biện pháp để thực hiện "các biện pháp có trách nhiệm chống lại đại dịch." Chúng bao gồm hoãn các cuộc biểu tình của phe đối lập và thành lập Ủy ban Sức khỏe Đặc biệt. Ngoài ra, Guaidó cũng kêu gọi nhập viện trợ nhân đạo từ Liên Hợp Quốc trong khi giải thích rằng các dịch vụ y tế không bị ảnh hưởng bởi các lệnh trừng phạt quốc tế.
Vào ngày 14 tháng 3, hai người đã bị giam giữ vì phát tán thông tin sai lệch về virus, ghi lại video về các trường hợp giả mạo tại Los Teques.

## Các phản ứng khác
Nghị sĩ Quốc hội Jesús Yánez tuyên bố rằng chính phủ Đài Loan đã tặng 1.000 mặt nạ phẫu thuật như một biện pháp để ngăn chặn đại dịch COVID-19. Các mặt nạ được phân phối trong năm trạm của Tàu điện ngầm Caracas (Plaza Sucre, Pérez Bonalde, Plaza Venezuela, Chacao và Petare). Yánez nhấn mạnh rằng tàu điện ngầm là phương tiện giao thông được sử dụng bởi một bộ phận lớn dân cư và là nơi sinh sôi của đại dịch do sự đông đúc của người dân trong không gian kín nếu có trường hợp dương tính nào.
Liên đoàn Y tế Venezuela đã lên án rằng một bác sĩ ở Zulia phải rời khỏi Colombia sau khi tố cáo tình hình ở Venezuela vì sự hiện diện của virus, và yêu cầu thả tù nhân chính trị trong nước, những người dễ bị nhiễm virus, cụ thể là Roberto Marrero, Juan Requesens và các nhà lập pháp khác.
Đại sứ quán Hoa Kỳ tại Venezuela đã bác bỏ các yêu sách từ Nicolás Maduro và Jorge Arreaza rằng các biện pháp trừng phạt đang ngăn chính phủ mua vật tư y tế, nói rằng "thuốc chữa bệnh, vật tư y tế, phụ tùng và linh kiện cho các thiết bị y tế ở Venezuela hoặc cho những người từ các nước thứ ba mua đặc biệt để bán lại từ Venezuela đều bị loại trừ khỏi lệnh trừng phạt."

## Quan ngại của quốc tế
Mối quan tâm quốc tế đã được đặt ra trước khi các trường hợp đầu tiên được báo cáo, vì hệ thống chăm sóc sức khỏe Venezuela sụp đổ có nghĩa là dân số của nước này đặc biệt dễ bị tổn thương trước sự lây lan của đại dịch.
Theo Chỉ số an ninh sức khỏe toàn cầu, hệ thống y tế của Venezuela được xếp hạng trong số những quốc gia tồi tệ nhất thế giới về khả năng phát hiện, ứng phó nhanh chóng và giảm thiểu đại dịch. Các bệnh viện đang lo lắng về sự thiếu hụt kinh niên của hầu hết mọi thứ, bao gồm kính bảo vệ mắt, găng tay, khẩu trang và xà phòng. Do thiếu hụt nhu yếu phẩm liên tục, các bệnh viện phải liên tục xử lý tình trạng thiếu nhân viên, do đó việc đáp ứng điều trị một số lượng lớn bệnh nhân mắc bệnh trở nên khó khăn hơn. Bệnh nhân thường bị từ chối tại bệnh viện do quá đông, hoặc được yêu cầu mang theo gạc, dung dịch IV hoặc ống tiêm của riêng họ. Thiếu nước khiến không có thiết bị vệ sinh như nhà vệ sinh và sự cố mất điện là rất phổ biến.
Tổ chức Y tế Lòng chảo Hoa Kỳ nói rằng họ sẽ ưu tiên Venezuela cùng với Haiti và các quốc gia Trung và Nam Mỹ khác vì những thách thức đối với hệ thống y tế của họ.
Associated Press (AP) đã báo cáo rằng các chuyên gia lo lắng rằng Khủng hoảng di cư ở Venezuela có thể thúc đẩy sự lây lan của virus.